# صاریغ معمولی
 صاریغ معمولی (نام علمی: Didelphis marsupialis) نام یک گونه از سرده دوزهدان‌ها است.